# Beausemblant
Beausemblant é uma comuna francesa na região administrativa de Auvérnia-Ródano-Alpes, no departamento de Drôme. Estende-se por uma área de 11,67 km². Em 2010 a comuna tinha 1 455 habitantes (densidade: 124,7 hab./km²).